# Geron halteralis
Geron halteralis is een vliegensoort uit de familie van de wolzwevers (Bombyliidae). De wetenschappelijke naam van de soort is voor het eerst geldig gepubliceerd in 1820 door Wiedemann in Meigen.